# Шести конгрес на Македонската патриотична организация
Шестият конгрес на Македонските политически организации (МПО) се провежда от 11 до 14 септември 1927 година в Акрън, Охайо, САЩ. Приема се нов устав на организацията, който е с малки изменения от изготвения на първия конгрес на организацията през 1922 година. В него се заявява, че огромното множество от населението на Македония е българско и че по легален път организацията ще спомага за издигането на Македония в независима република.
Решено е да се основе информационно бюро в Ню Йорк, което в продължение на няколко години се ръководи от Лабро Киселинчев и Христо Низамов.